# Oneindigheidsaxioma
In de axiomatische verzamelingenleer en de deelgebieden van de logica, de wiskunde, en de informatica die daar gebruik van maken is het oneindigheidsaxioma een van de axioma's van de Zermelo-Fraenkel-verzamelingenleer. Het oneindigheidsaxioma garandeert het bestaan van ten minste een oneindige verzameling, namelijk de verzameling van alle natuurlijk getallen.

## Formele uiteenzetting
In de formele taal van de Zermelo-Fraenkel-axioma's luidt het axioma:
{\displaystyle \exists \mathbf {I} \,(\emptyset \in \mathbf {I} \,\land \,\forall x\in \mathbf {I} \,((x\cup \{x\})\in \mathbf {I} ))}
In woorden: er bestaat een verzameling I (de verzameling die gepostuleerd wordt oneindig te zijn), zo, dat de lege verzameling deel uitmaakt van I, en dat als enige x een element is van I, de verzameling die gevormd wordt door de vereniging van x met het singleton {x} ook element is van I. Een dergelijke verzameling wordt wel een inductieve verzameling of opvolgerverzameling genoemd.